# Діагноз: Майже не закохані
Діагноз: Майже не закохані (тур. Acil Aşk Aranıyor) — турецька романтична комедія, створена Medyapım. Прем'єра відбулася 15 березня 2015 року. В головних ролях — Серхат Теоман, Дуйгу Єтіщ. В Україні прем'єра відбулася 19 квітня 2018 року на Новому каналі.

## Сюжет
Для Нісан, молодої та дорослої лікарки, настав великий день, коли вона переїде в новий будинок і почне роботу. Нісан дуже схвильована, але все йде не так, як вона хоче, тому що вона незграбна людина. У перший же день вона потрапляє в невелику аварію перед своїм будинком. Незабаром після цього вона свариться зі своїм новим сусідом Сінаном. Нісан вважає, що її день був поганим, стикається з ще більшою проблемою, коли йде до лікарні, щоб почати роботу. Її сусід Сінан також є її колегою, з яким вона буде працювати, і що ще гірше, вона допомагатиме йому. Напруга між двома зростає і переростає в солодкий запеклий конфлікт.

## Актори
| Ім'я актора    | Персонаж |
| Серхат Теоман  | Сінан    |
| Дуйгу Єтіщ     | Нісан    |
| Дер'я Алабора  | Туркан   |
| Серенай Акташ  | Зейнеп   |
| Бариш Айтач    | Озгюр    |
| Сертан Еркачан | Абідін   |
| Сінем Учар     | Асуман   |
| Серкан Озтюрк  | Малік    |
| Ачейла Озджан  | Севджан  |

## Сезони
| Сезон | Епізоди | Епізоди | Оригінальний показ | Оригінальний показ | Оригінальний показ |
| Сезон | Епізоди | Епізоди | Перший показ       | Останній показ     | Мережа             |
| ----- | ------- | ------- | ------------------ | ------------------ | ------------------ |
| 1     | 17      | 17      | 15 березня 2015    | 12 липня 2015      | Show TV            |
| 2     | 7       | 7       | 4 жовтня 2015      | 25 листопада 2015  | Show TV            |

## Трансляція в Україні
- Серіал транслювався з 19 по 27 квітня 2018 року на Новому каналі, з вівторка по п'ятницю о 12:00 по дві серії. Трансляцію серіалу було зупинено на 12 серії.